# Mariä-Himmelfahrt-Kirche (Opole-Gosławice)

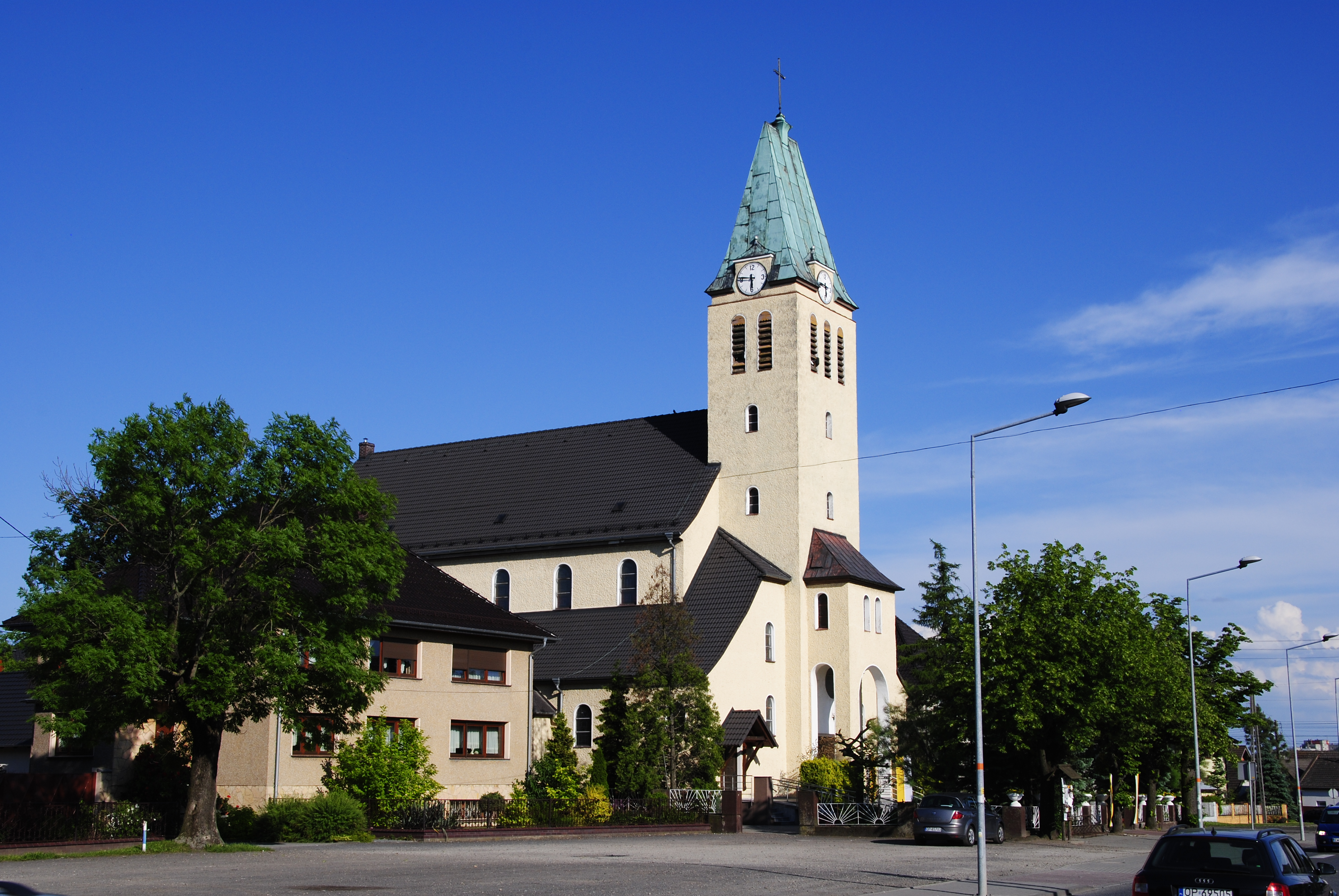
Hauptfront mit Glockenturm

Die Mariä-Himmelfahrt-Kirche (polnisch Kościół Wniebowzięcia Najświętszej Maryi Panny) ist eine römisch-katholische Kirche in Gosławice (Goslawitz), einem Stadtteil der oberschlesischen Stadt Opole (Oppeln). Die Kirche ist die Hauptkirche der Pfarrei Mariä-Himmelfahrt (Parafia Wniebowzięcia Najświętszej Maryi Panny) in Opole. Das Gotteshaus liegt im Ortskern von Goslawitz an der ul. Wiejska.

## Geschichte
Auf Initiative des Oppelner Pfarrer Josef Kubis wurde der Bau einer Kirche in Goslawitz vorangetrieben. Der Kirchenbau wurde 1933 fertiggestellt. Die feierliche Weihe fand am 8. November in Anwesenheit von Kardinal Adolf Bertram statt. Im selben Jahr wurde die Pfarrei gegründet.

## Architektur und Ausstattung
Der Kirchenbau aus Backstein entstand im modernen Stil. Der Kirchturm steht auf einem rechteckigen Grundriss und besitzt ein steiles Satteldach. Der barocke Hauptaltar wurde 1933 aus der Kirche St. Sebastian aus Oppeln transferiert.